# Lanús (partido)
Pour la capitale, voir Lanús.
Lanús est un  arrondissement (partido) de la province de Buenos Aires fondée en 1945 dont la capitale est Lanús.
Le partido fait partie du groupe des 24 partidos de la Province de Buenos Aires constituant le Grand Buenos Aires avec la capitale fédérale.

## Personnalités liées à la commune
- Diego Maradona, né le 30 octobre 1960, joueur de football champion du Monde